# ستيفن بولز
ستيفن بولز هو محرر وناشر وسياسي أمريكي، ولد في 25 يونيو 1866 في سبرينغبورو في الولايات المتحدة، وتوفي في 8 يوليو 1941 في واشنطن العاصمة في الولايات المتحدة. نشط حزبياً في الحزب الجمهوري. وقد انتخب عضو مجلس النواب الأمريكي.